# MSH医療専門学校硬式野球部
MSH医療専門学校硬式野球部（エムエスエイチいりょうせんもんがっこうこうしきやきゅうぶ）は、広島県広島市に本拠地を置き、日本野球連盟に加盟する社会人野球の企業チームである。
会社登録の企業チームであるが、専修学校及び各種学校等のチームに当たるため、全日本クラブ野球選手権大会への出場資格を有する。

## 概要
MSH医療専門学校が2006年に創設し、MSHアカデミーとして同年3月15日付けで日本野球連盟に登録された。創部時の監督は福富邦夫。2007年には片岡新之介が監督となった。
2008年3月21日付けで、チーム名をMSH塩見に改称した。
2012年2月2日付けで、チーム名をMSH医療専門学校に改称した。
2013年、全日本クラブ野球選手権大会に初出場しベスト4に進出する。2014年、JABA徳山大会で優勝。同年のプロ野球ドラフト会議において、チーム所属の松浦耕大が広島東洋カープから育成選手ドラフト1位指名を受けた。
2019年12月、監督の片岡が呉港高等学校野球部の監督就任のため退団し、永田利則が監督を引き継いだ。

## 沿革
- 2006年 - MSHアカデミーとして創部。
- 2008年 - チーム名をMSH塩見に改称。
- 2012年 - チーム名をMSH医療専門学校に改称。
- 2013年 - クラブ野球選手権に初出場（ベスト4）。

## 主要大会の出場歴・最高成績
- 全日本クラブ野球選手権大会 - 出場3回、4強1回（2013年）
- JABA徳山（スポニチ）大会 - 優勝1回（2014年）

## 主な出身プロ野球選手
- 松浦耕大（捕手） - 2014年育成選手ドラフト1位で広島東洋カープに入団

## 元プロ野球選手の競技者登録
- 福富邦夫（元：ヤクルトスワローズ他） - 監督（2006年 - 2007年）
- 石橋文雄（元：広島東洋カープ） - コーチ
- 石橋尚登（元：広島東洋カープ他） - コーチ兼任内野手（2008年 - 2010年）
- 迫丸公勝（元：読売ジャイアンツ、広島東洋カープ） - コーチ（2014年 - ）
- 川口正（元：横浜ベイスターズ） - コーチ
- 片岡新之介（元：阪急ブレーブス、阪神タイガース他） - 監督（2007年 - 2019年）
- 鈴木将光（元：広島東洋カープ） - コーチ（2018年 - 2019年?）
- 岩見優輝（元：広島東洋カープ） - コーチ（2018年 - ?年）
- 永田利則（元：広島東洋カープ他） - 監督（2020年 - 2023年）
- 長内孝（元：広島東洋カープ他） - コーチ（2020年 - 2023年）
- 福留宏紀（元：オリックス・バファローズ） - 監督（2024年）